# Winkelhaid
Winkelhaid è un comune tedesco di 4 027 abitanti, situato nel land della Baviera.